# Уильямс, Малинда
Малинда Уильямс (англ. Malinda Williams) — американская актриса.

## Биография
Уильямс родилась в Элизабет, Нью-Джерси, а в 1987 году начала свою карьеру дебютировав в эпизоде ситкома «Шоу Косби». С тех пор она появилась в сериалах «Полиция Майами», «Моя так называемая жизнь» и «Сестра, сестра», прежде чем дебютировать на большом экране в комедии «Тонкая грань между любовью и ненавистью» (1996). В 1997-98 годах она исполняла одну из основных ролей в недолго просуществовавшем ситкоме The WB «Ник Френо: Дипломированный учитель». В 1996 году она познакомилась со своим партнером по фильму «Учитель и чудовища» Мекай Файфером.
Уильямс добилась наибольшей известности благодаря роли в сериале Showtime «Пища для души» (2000—2004), телеверсии одноимённого кинофильма. В 2000-х она также появилась в сериалах «Женская бригада» и «Закон и порядок: Специальный корпус», а в 2006 году имела регулярную роль в недолго просуществовавшем сериале NBC «Внезапная удача». Уильямс в разные годы также имела значимые роли в фильмах «Парк Сансет» (1996), «Глухой квартал» (1999), «Незваный гость» (1999), «Моя жизнь в Айдлвайлде» (2006), «Папина дочка» (2007), «Первое воскресенье» (2008), «Один день жизни» (2009) и «2 дня в Нью-Йорке» (2012).
В 1999 году Уильямс вышла замуж за актёра Мекая Файфера. У них есть сын. Они развелись в 2003 году. В 2008 году вышла замуж за рэпера D-Nice, они развелись в 2010 году.

## Фильмография
| Год       |   | Русское название                        | Оригинальное название             | Роль              |
| --------- | - | --------------------------------------- | --------------------------------- | ----------------- |
| 1987      | с | Шоу Косби                               | The Cosby Show                    | Алтея Логан       |
| 1989      | с | Полиция Майами                          | Miami Vice                        | Линетт            |
| 1990      | с | Шоу Косби                               | The Cosby Show                    | Шана              |
| 1993      | с | Бесконечная любовь                      | Loving                            | Майя              |
| 1994      | с | Южный централ                           | South Central                     | Кэнди             |
| 1994      | с | Моя так называемая жизнь                | My So-Called Life                 | Иветт             |
| 1994—1995 | с | Сестра, сестра                          | Sister, Sister                    | Тайра             |
| 1995      | с | Под одной крышей                        | Under One Roof                    | Тамика            |
| 1995      | с | Клиент                                  | The Client                        | Зора Уорд         |
| 1996      | ф | Тонкая грань между любовью и ненавистью | A Thin Line Between Love and Hate | Эрика Райт        |
| 1996      | ф | Парк Сансет                             | Sunset Park                       | Шерил             |
| 1996      | ф | Беспредел в средней школе               | High School High                  | Натали Томпсон    |
| 1996      | с | Мойша                                   | Moesha                            | Тейлор            |
| 1996      | с | Полиция Нью-Йорка                       | NYPD Blue                         | Аннет Моррис      |
| 1996      | с | Шоу Джона Ларрокетта                    | The John Larroquette Show         | Шанель            |
| 1997      | с | Опасные умы                             | Dangerous Minds                   | Лэшон             |
| 1997—1998 | с | Ник Френо: Дипломированный учитель      | Nick Freno: Licensed Teacher      | Таша Моррисон     |
| 1999      | ф | Незваный гость                          | Uninvited Guest                   | Тэмми             |
| 1999      | ф | Глухой квартал                          | The Wood                          | Алисия            |
| 2000      | ф | Танец в сентябре                        | Dancing in September              | Ронда             |
| 2000—2004 | с | Пища для души                           | Soul Food                         | Трейси Ван Адамс  |
| 2003      | с | Половинка и половинка                   | Half & Half                       | Майра             |
| 2004      | с | Женская бригада                         | The Division                      | Таня              |
| 2004      | с | Закон и порядок: Специальный корпус     | Law & Order: Special Victims Unit | Лори-Энн Дюфой    |
| 2004      | с | Восточный парк                          | The District                      | Ренни             |
| 2006      | ф | Моя жизнь в Айдлвайлде                  | Idlewild                          | Зора              |
| 2006      | с | Внезапная удача                         | Windfall                          | Кимберли Джордж   |
| 2007      | ф | Папина дочка                            | Daddy’s Little Girls              | Майя              |
| 2008      | ф | Первое воскресенье                      | First Sunday                      | Тианна            |
| 2009      | ф | Один день из жизни                      | A Day in the Life                 | Бупси             |
| 2012      | ф | 2 дня в Нью-Йорке                       | 2 Days in New York                | Элизабет Робинсон |
| 2012      | ф | Пастырь                                 | The Undershepherd                 | Касандра          |
| 2015      | ф | Любовная загвоздка                      | Accidental Love                   | Ракиша            |